# Kayahisar, Arıcak
Kayahisar là một xã thuộc huyện Arıcak, tỉnh Elâzığ, Thổ Nhĩ Kỳ. Dân số thời điểm năm 2011 là 244 người.